# IL-2 Sturmovik: Cliffs of Dover
IL-2 Sturmovik: Cliffs of Dover es un simulador de vuelo de combate ambientado en la Segunda Guerra Mundial. Fue desarrollado originalmente por Maddox Games y publicado por 1C en Rusia el 25 de marzo de 2011. En el resto de Europa el juego fue publicado por Ubisoft el 31 de marzo de 2011. Desde 2012 el desarrollo de este simulador está asegurado por Team Fusion Simulations, quien en 2017 publicó una reedición mejorada bajo el título IL-2 Sturmovik: Cliffs of Dover BLITZ. Esta nueva versión inició la así llamada serie Dover de simuladores. El juego básico, BLITZ, representa la batalla de Inglaterra durante el verano de 1940, mientras que una expansión titulada Desert Wings - Tobruk, lanzada al mercado en agosto de 2020, representa los combates aéreos durante la Campaña del Desierto Occidental en el norte de África en el período de 1940-1943. Se está preparando una segunda expansión que introducirá en el juego un tercer teatro de operaciones, pero aún no se ha anunciado la fecha de lanzamiento.
IL-2 Sturmovik: Cliffs of Dover hereda el título IL-2 Sturmovik del simulador clásico Il-2 Sturmovik (originalmente lanzado en 2001) y está considerado como la segunda generación de la serie IL-2 Sturmovik porque tiene su propio motor de juego en lugar de compartir motor de juego con las otras dos generaciones.
Al igual que la edición original de 2011, la edición BLITZ de 2017 requiere el uso de Steam como plataforma de ejecución del programa.

## Desarrollo y lanzamiento al mercado
Mientras duró su fase de desarrollo, de 2004 a enero de 2011, el juego se titulaba Storm of War: The Battle of Britain (literalmente, Tormenta de guerra: La batalla de Inglaterra). El 11 de mayo de 2006 Ubisoft anunció que el lanzamiento al mercado estaba previsto para noviembre de ese año. En enero de 2011 Ubisoft reveló el título actual del juego y la fecha de lanzamiento del 25 de marzo de 2011. El juego se distribuyó en el formato habitual de la época, un DVD de instalación contenido en un estuche estándar. Se distribuyó a tiendas especializadas, grandes superficies y vendedores autorizados en internet.
Durante el período en el que IL-2 Sturmovik: Cliffs of Dover estaba todavía en desarrollo, el avión acrobático Sukhoi Su-26 (muy posterior al período histórico representado en el juego) había sido prometido como un avión pilotable extra para los jugadores, pero en la fecha de lanzamiento del juego este avión no fue incluido. Aun así, el Su-26 fue finalmente incluido como contenido automáticamente descargable con la llegada del parche Steam 1.11.20362 el 19 de octubre de 2012.
En octubre de 2012 1C reveló en sus foros oficiales que el desarrollo del simulador no había alcanzado los objetivos originales y que la empresa 1C:Maddox Games no estaba dispuesta a seguir con el proyecto. Además estaba previsto que Cliffs of Dover fuese completado con un teatro de operaciones adicional, la batalla de Moscú, pero 1C decidió no continuar con el desarrollo del motor de juego de Cliffs of Dover. En su lugar lanzó el proyecto de un teatro de operaciones similar, también ruso, en el siguiente título de la serie y con un nuevo motor de juego. Se trataba de IL-2 Sturmovik: Battle of Stalingrad, lanzado al mercado en 2013. Este nuevo proyecto significaba el abandono de IL-2 Sturmovik: Cliffs of Dover pero un grupo de aficionados que se denominaba Team Fusion (literalmente «Equipo Fusión») obtuvo la autorización de 1C para aportar parches correctivos al juego y permitir así que la comunidad de jugadores siguiese utilizándolo. 
El 21 de diciembre de 2016, Jason Williams, el presidente de 1C Game Studios, anunció que su empresa había llegado a un acuerdo con el equipo Team Fusion, ahora rebautizado como Team Fusion Simulations, para cooperar en futuros lanzamientos de Cliffs of Dover, concediendo a Team Fusion Simulations el acceso al código fuente del juego. Un año después, en diciembre de 2017, Team Fusion Simulations lanzaba una reedición del juego, parcheada y mejorada, bajo el título IL-2 Sturmovik: Cliffs of Dover BLITZ. Aunque mejorada, la reedición BLITZ sigue estando ambientada en la batalla de Inglaterra. Los propietarios del juego original de 2011 reciben acceso gratuito a esta nueva reedición corregida y mejorada.
El 6 de agosto de 2020, Team Fusion Simulations lanzó la primera expansión oficial para BLITZ, titulada IL-2 Sturmovik: Desert Wings - Tobruk. Esta expansión permite a los jugadores pilotar aviones británicos, alemanes e italianos en los cielos del norte de África durante la Campaña del Desierto Occidental de 1940 a 1943.

## Edición de coleccionista

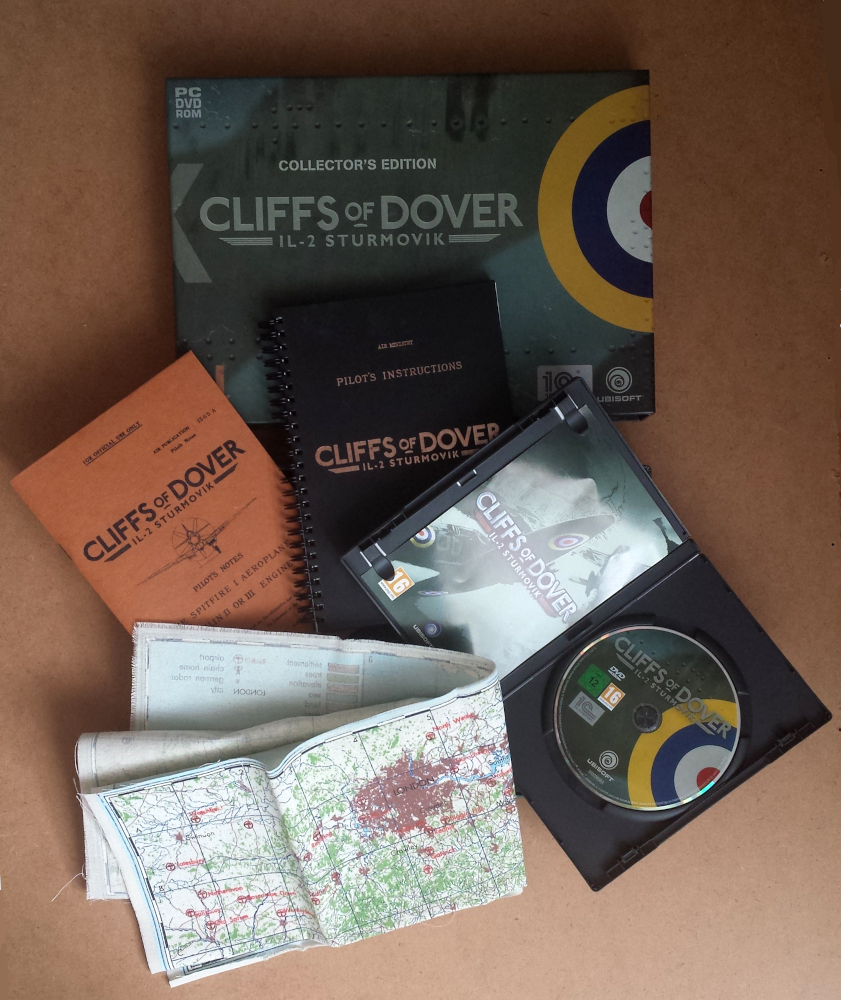
Despliegue de contenidos de una caja de la edición de coleccionista de Cliffs of Dover.

El 25 de marzo de 2011, simultáneamente con el lanzamiento de la edición estándar también se distribuyó una edición especial llamada Collector's Edition («edición de coleccionista»). La edición de coleccionista incluía el estuche que contenía el mismo DVD estándar para la instalación del juego, pero presentaba también algunos accesorios adicionales:
- Un manual de utilización del juego, encuadernado en espiral.
- Una copia facsímil del manual de un avión Spitfire británico de 1940.
- Un mapa del principal teatro de operaciones del juego, el canal de la Mancha. Realizado en tela hidrófuga el mapa mide 50 cm x 50 cm.

## Jugabilidad
En 2011 la versión original del juego contaba con más de 30 aviones, más de 15 de los cuales eran pilotables para el jugador y 15 eran controlados por la inteligencia artificial del juego. En 2017, la versión mejorada del juego (BLITZ) aumentó el número de aviones del simulador a 64 aparatos: 48 variantes de modelos pilotables por el jugador y 16 más que sólo pueden ser controlados por la inteligencia artificial del juego. Con la edición BLITZ los jugadores pilotan aviones de combate británicos, alemanes e italianos en los cielos de Inglaterra y de Francia en el verano de 1940 durante la famosa Batalla de Inglaterra. Entre los aviones pilotables se cuentan aparatos históricos emblemáticos como el Supermarine Spitfire, el Hawker Hurricane, el Messerschmitt Bf 109 o el Messerschmitt Bf 110. La expansión Desert Wings - Tobruk (para la que es necesario poseer la edición BLITZ del juego básico) aporta el teatro de operaciones de la Campaña del Desierto Occidental en la que la Royal Air Force se enfrentó con la Regia Aeronautica y con la Luftwaffe en la frontera entre Libia y Egipto de 1940 a 1943. Esta expansión hace que el juego alcance 88 variantes de diferentes modelos de aviones pilotables para el jugador. Con Desert Wings - Tobruk unas 40 variantes pilotables son completamente nuevas en relación con BLITZ.
IL-2 Sturmovik: Cliffs of Dover ofrece más y mejores características que su predecesor, como mejores modelos de vuelo y de daños, gráficos notablemente mejorados, una mejor modelización de objetos y terreno, así como también muchos detalles de realismo como el control antropomórfico (no se pueden usar varias palancas a la vez con sólo dos manos), cabinas de pilotaje clicables por primera vez en esta serie de simuladores, procedimientos realistas, gestión realista de motor(es), sistemas y armamento, etc. Cliffs of Dover es conocido por su complejo y detallado sistema de modelización de daños que modeliza el fuselaje, el motor, los sistemas de refrigeración, los sistemas de control y más, y aplica con precisión los daños a la parte correcta del sistema correcto cuando es alcanzado por una bala. Las cabinas de pilotaje del juego están totalmente modelizadas en 3D, y muchos de los interruptores y palancas del tablón de mandos pueden ser clicados con el ratón.
Cliffs of Dover BLITZ permite jugar en dos modos diferentes. Uno de ellos es el modo para un único jugador en el que el jugador pilota su propio avión mientras que el resto de aparatos en la simulación están todos controlados por la inteligencia artificial del juego. El jugador puede entonces jugar en campañas, misiones individuales o misiones que él mismo habrá creado con antelación gracias al editor de misiones del juego. La otra modalidad de juego es el modo multijugador que puede admitir hasta 128 jugadores simultáneamente conectados en línea. El juego multijugador en línea permite misiones de tipo dogfight (en las que durante la partida cada jugador puede volver a despegar en caso de ser derribado) y misiones de tipo cooperativo (más realistas, las misiones cooperativas no permiten que el jugador vuelva a la partida en caso de ser derribado o en caso de tener cualquier otro tipo de problema).

## Simuladores relacionados
- IL-2 Sturmovik. Este simulador fue el primero de la serie de simuladores IL-2 y es el predecesor inmediato a IL-2 Sturmovik: Cliffs of Dover. IL-2 Sturmovik fue lanzado por primera vez al mercado en 2001 pero hoy en día se le llama IL-2 1946 debido al título de su última compilación, lanzada al mercado en 2006.
- IL-2 Sturmovik: Great Battles. Comercializado desde finales de 2013 este es el tercer simulador en la serie IL-2, otro sucesor del simulador IL-2 original de 2001. Empezó con un título que trata de la Batalla de Stalingrado, IL-2 Sturmovik: Battle of Stalingrad, y se lo tituló IL-2 Sturmovik: Great Battles a partir de 2017.